# Port lotniczy San Blas
Port lotniczy San Blas – jeden z panamskich portów lotniczych, zlokalizowany w mieście Wannukandi.